# Liste des députés de la XIIIe législature de la Cinquième République
Cet article donne la liste des 577 députés français de la XIIIe législature de la Cinquième République (2007-2012).

## Méthodologie
Cette liste établit les députés siégeant à l'Assemblée nationale, soit élus à l'issue des deux tours des élections législatives de juin 2007, soit suppléants d'élus ayant été nommés au gouvernement ou décédés, soit élus à l'occasion d'élections législatives partielles. Pour chaque député, la liste précise sa circonscription d'élection ainsi que le groupe auquel il appartient. Sauf indication contraire, les députés et suppléants siégeant ont été élus lors des élections législatives de juin 2007.
Lors de la nomination au gouvernement ou du décès d'un député, son suppléant devient député (un mois après en cas d'acceptation d'une fonction gouvernementale). En outre, depuis la réforme constitutionnelle de 2008, les ministres élus quittant le gouvernement peuvent retrouver leur siège, sans passer par une élection partielle, à l'issue d'un délai d'un mois.

## Légende
|  | Groupe | Groupe                                        | Composition                                                                                         |
|  | ------ | --------------------------------------------- | --------------------------------------------------------------------------------------------------- |
|  | GDR    | Gauche démocrate et républicaine              | Parti communiste français et apparentés                                                             |
|  | SRC    | Socialiste, radical, citoyen et divers gauche | Parti socialiste, PRG, MRC et apparentés                                                            |
|  | NC     | Nouveau Centre                                | PSLE et apparentés                                                                                  |
|  | UMP    | Union pour un mouvement populaire             | UMP et apparentés                                                                                   |
|  | NI     | Non-inscrits                                  | Élus n'appartenant à aucun groupe (issus des partis : MoDem, DLR, Europe Écologie Les Verts et MPF) |

## Liste
| Nom                          | Groupe | Groupe     | Circonscription                |
| ---------------------------- | ------ | ---------- | ------------------------------ |
| Jean-Pierre Abelin           |        | NC         | Vienne (4e)                    |
| Élie Aboud                   |        | UMP        | Hérault (6e)                   |
| Bernard Accoyer              |        | UMP        | Haute-Savoie (1re)             |
| Patricia Adam                |        | SRC        | Finistère (2e)                 |
| Manuel Aeschlimann           |        | UMP        | Hauts-de-Seine (2e)            |
| Yves Albarello               |        | UMP        | Seine-et-Marne (7e)            |
| Alfred Almont                |        | UMP        | Martinique (2e)                |
| Michèle Alliot-Marie         |        | UMP        | Pyrénées-Atlantiques (6e)      |
| Abdoulatifou Aly             |        | NI         | Mayotte (1re)                  |
| Nicole Ameline               |        | UMP        | Calvados (4e)                  |
| Marie-Hélène Amiable         |        | GDR        | Hauts-de-Seine (11e)           |
| Jean-Paul Anciaux            |        | UMP        | Saône-et-Loire (3e)            |
| Sylvie Andrieux-Bacquet      |        | SRC        | Bouches-du-Rhône (7e)          |
| Benoist Apparu               |        | UMP        | Marne (4e)                     |
| François Asensi              |        | GDR        | Seine-Saint-Denis (11e)        |
| Jean Auclair                 |        | UMP        | Creuse (2e)                    |
| Martine Aurillac             |        | UMP        | Paris (3e)                     |
| Jean-Marc Ayrault            |        | SRC        | Loire-Atlantique (3e)          |
| Roselyne Bachelot-Narquin    |        | UMP        | Maine-et-Loire (1re)           |
| Jean-Paul Bacquet            |        | SRC        | Puy-de-Dôme (4e)               |
| Dominique Baert              |        | SRC        | Nord (département) (8e)        |
| Pierre-Christophe Baguet     |        | UMP        | Hauts-de-Seine (9e)            |
| Patrick Balkany              |        | UMP        | Hauts-de-Seine (5e)            |
| Jean-Pierre Balligand        |        | SRC        | Aisne (3e)                     |
| Gérard Bapt                  |        | SRC        | Haute-Garonne (2e)             |
| Jean Bardet                  |        | UMP        | Val-d'Oise (3e)                |
| Brigitte Barèges             |        | UMP        | Tarn-et-Garonne (1re)          |
| François Baroin              |        | UMP        | Aube (3e)                      |
| Claude Bartolone             |        | SRC        | Seine-Saint-Denis (6e)         |
| Jacques Bascou               |        | SRC        | Aude (2e)                      |
| Sylvia Bassot                |        | UMP        | Orne (3e)                      |
| Christian Bataille           |        | SRC        | Nord (22e)                     |
| Delphine Batho               |        | SRC        | Deux-Sèvres (2e)               |
| Marie-Noëlle Battistel       |        | SRC        | Isère (4e)                     |
| François Bayrou              |        | NI         | Pyrénées-Atlantiques (2e)      |
| Patrick Beaudouin            |        | UMP        | Val-de-Marne (6e)              |
| Huguette Bello               |        | GDR        | Réunion (2e)                   |
| Jacques-Alain Bénisti        |        | UMP        | Val-de-Marne (4e)              |
| Thierry Benoit               |        | NI         | Ille-et-Vilaine (6e)           |
| Éric Berdoati                |        | UMP        | Hauts-de-Seine (7e)            |
| Jean-Louis Bernard           |        | UMP        | Loiret (3e)                    |
| Marc Bernier                 |        | UMP        | Mayenne (2e)                   |
| Chantal Berthelot            |        | SRC (app.) | Guyane (2e)                    |
| Véronique Besse              |        | NI         | Vendée (4e)                    |
| Jean-Louis Bianco            |        | SRC        | Alpes-de-Haute-Provence (1re)  |
| Gisèle Biémouret             |        | SRC        | Gers (2e)                      |
| Jérôme Bignon                |        | UMP        | Somme (3e)                     |
| Martine Billard              |        | GDR        | Paris (1re)                    |
| Jean-Marie Binetruy          |        | UMP        | Doubs (5e)                     |
| Claude Birraux               |        | UMP        | Haute-Savoie (4e)              |
| Christian Blanc              |        | UMP        | Yvelines (3e)                  |
| Étienne Blanc                |        | UMP        | Ain (3e)                       |
| Émile Blessig                |        | UMP        | Bas-Rhin (7e)                  |
| Serge Blisko                 |        | SRC        | Paris (10e)                    |
| Patrick Bloche               |        | SRC        | Paris (7e)                     |
| Roland Blum                  |        | UMP        | Bouches-du-Rhône (1re)         |
| Alain Bocquet                |        | GDR        | Nord (20e)                     |
| Claude Bodin                 |        | UMP        | Val-d'Oise (4e)                |
| Philippe Boënnec             |        | UMP        | Loire-Atlantique (9e)          |
| Daniel Boisserie             |        | SRC        | Haute-Vienne (2e)              |
| Marcel Bonnot                |        | UMP        | Doubs (3e)                     |
| Maxime Bono                  |        | SRC        | Charente-Maritime (1re)        |
| Jean-Louis Borloo            |        | UMP        | Nord (département) (21e)       |
| Jean-Michel Boucheron        |        | SRC        | Ille-et-Vilaine (1re)          |
| Jean-Claude Bouchet          |        | UMP        | Vaucluse (2e)                  |
| Marie-Odile Bouillé          |        | SRC        | Loire-Atlantique (8e)          |
| Christophe Bouillon          |        | SRC        | Seine-Maritime (5e)            |
| Monique Boulestin            |        | SRC        | Haute-Vienne (1re)             |
| Gilles Bourdouleix           |        | UMP        | Maine-et-Loire (5e)            |
| Pierre Bourguignon           |        | SRC        | Seine-Maritime (3e)            |
| Chantal Bourragué            |        | UMP        | Gironde (1re)                  |
| Danielle Bousquet            |        | SRC        | Côtes-d'Armor (1re)            |
| Loïc Bouvard                 |        | UMP        | Morbihan (4e)                  |
| Michel Bouvard               |        | UMP        | Savoie (3e)                    |
| Valérie Boyer                |        | UMP        | Bouches-du-Rhône (8e)          |
| Françoise Branget            |        | UMP        | Doubs (1re)                    |
| Patrick Braouezec            |        | GDR        | Seine-Saint-Denis (2e)         |
| Jean-Pierre Brard            |        | GDR        | Seine-Saint-Denis (7e)         |
| Xavier Breton                |        | UMP        | Ain (1re)                      |
| Françoise Briand             |        | UMP        | Essonne (7e)                   |
| Philippe Briand              |        | UMP        | Indre-et-Loire (5e)            |
| Bernard Brochand             |        | UMP        | Alpes-Maritimes (8e)           |
| François Brottes             |        | SRC        | Isère (5e)                     |
| Chantal Brunel               |        | UMP        | Seine-et-Marne (8e)            |
| Marie-George Buffet          |        | GDR        | Seine-Saint-Denis (4e)         |
| Michel Buillard              |        | UMP        | Polynésie française (1re)      |
| Yves Bur                     |        | UMP        | Bas-Rhin (4e)                  |
| Dominique Bussereau          |        | UMP        | Charente-Maritime (4e)         |
| Alain Cacheux                |        | SRC        | Nord (3e)                      |
| Jérôme Cahuzac               |        | SRC        | Lot-et-Garonne (3e)            |
| Dominique Caillaud           |        | UMP        | Vendée (2e)                    |
| Patrice Calméjane            |        | UMP        | Seine-Saint-Denis (8e)         |
| Jean-Christophe Cambadélis   |        | SRC        | Paris (20e)                    |
| Jean-Jacques Candelier       |        | GDR        | Nord (16e)                     |
| Bernard Carayon              |        | UMP        | Tarn (4e)                      |
| Thierry Carcenac             |        | SRC        | Tarn (2e)                      |
| Christophe Caresche          |        | SRC        | Paris (18e)                    |
| Olivier Carré                |        | UMP        | Loiret (1re)                   |
| Gilles Carrez                |        | UMP        | Val-de-Marne (5e)              |
| Martine Carrillon-Couvreur   |        | SRC        | Nièvre (1re)                   |
| Laurent Cathala              |        | SRC        | Val-de-Marne (2e)              |
| Bernard Cazeneuve            |        | SRC        | Manche (5e)                    |
| Joëlle Ceccaldi-Raynaud      |        | UMP        | Hauts-de-Seine (6e)            |
| Yves Censi                   |        | UMP        | Aveyron (1re)                  |
| Guy Chambefort               |        | SRC (app.) | Allier (1re)                   |
| Jean-Paul Chanteguet         |        | SRC        | Indre (3e)                     |
| Gérard Charasse              |        | SRC (app.) | Allier (4e)                    |
| Hervé de Charette            |        | UMP        | Maine-et-Loire (6e)            |
| Jérôme Chartier              |        | UMP        | Val-d'Oise (7e)                |
| André Chassaigne             |        | GDR        | Puy-de-Dôme (5e)               |
| Luc Chatel                   |        | UMP        | Haute-Marne (1re)              |
| Gérard Cherpion              |        | UMP        | Vosges (2e)                    |
| Jean-Louis Christ            |        | UMP        | Haut-Rhin (2e)                 |
| Dino Cinieri                 |        | UMP        | Loire (4e)                     |
| Éric Ciotti                  |        | UMP        | Alpes-Maritimes (1re)          |
| Alain Claeys                 |        | SRC        | Vienne (1re)                   |
| Jean-Michel Clément          |        | SRC        | Vienne (3e)                    |
| Pascal Clément               |        | UMP        | Loire (6e)                     |
| Marie-Françoise Clergeau     |        | SRC        | Loire-Atlantique (2e)          |
| Philippe Cochet              |        | UMP        | Rhône (5e)                     |
| Gilles Cocquempot            |        | SRC        | Pas-de-Calais (7e)             |
| Pierre Cohen                 |        | SRC        | Haute-Garonne (3e)             |
| Georges Colombier            |        | UMP        | Isère (7e)                     |
| Geneviève Colot              |        | UMP        | Essonne (3e)                   |
| Jean-François Copé           |        | UMP        | Seine-et-Marne (6e)            |
| François Cornut-Gentille     |        | UMP        | Haute-Marne (2e)               |
| Louis Cosyns                 |        | UMP        | Cher (3e)                      |
| René Couanau                 |        | NI         | Ille-et-Vilaine (7e)           |
| Charles de Courson           |        | NC         | Marne (5e)                     |
| Édouard Courtial             |        | UMP        | Oise (7e)                      |
| Alain Cousin                 |        | UMP        | Manche (3e)                    |
| Jean-Yves Cousin             |        | UMP        | Calvados (6e)                  |
| Catherine Coutelle           |        | SRC        | Vienne (2e)                    |
| Jean-Michel Couve            |        | UMP        | Var (4e)                       |
| Pascale Crozon               |        | SRC        | Rhône (6e)                     |
| Frédéric Cuvillier           |        | SRC        | Pas-de-Calais (5e)             |
| Marie-Christine Dalloz       |        | UMP        | Jura (2e)                      |
| Claude Darciaux              |        | SRC        | Côte-d'Or (3e)                 |
| Olivier Dassault             |        | UMP        | Oise (1re)                     |
| Marc-Philippe Daubresse      |        | UMP        | Nord (4e)                      |
| Bernard Debré                |        | UMP        | Paris (15e)                    |
| Jean-Pierre Decool           |        | UMP (app.) | Nord (14e)                     |
| Bernard Deflesselles         |        | UMP        | Bouches-du-Rhône (9e)          |
| Lucien Degauchy              |        | UMP        | Oise (5e)                      |
| Pascal Deguilhem             |        | SRC        | Dordogne (1re)                 |
| Rémi Delatte                 |        | UMP        | Côte-d'Or (2e)                 |
| Michèle Delaunay             |        | SRC        | Gironde (2e)                   |
| Guy Delcourt                 |        | SRC        | Pas-de-Calais (13e)            |
| Richard Dell'Agnola          |        | UMP        | Val-de-Marne (12e)             |
| François Deluga              |        | SRC        | Gironde (8e)                   |
| Stéphane Demilly             |        | NC         | Somme (5e)                     |
| Yves Deniaud                 |        | UMP        | Orne (1re)                     |
| Bernard Depierre             |        | UMP        | Côte-d'Or (1re)                |
| Bernard Derosier             |        | SRC        | Nord (2e)                      |
| Jacques Desallangre          |        | GDR        | Aisne (4e)                     |
| Vincent Descoeur             |        | UMP        | Cantal (1re)                   |
| Michel Destot                |        | SRC        | Isère (3e)                     |
| Patrick Devedjian            |        | UMP        | Hauts-de-Seine (13e)           |
| Nicolas Dhuicq               |        | UMP        | Aube (1re)                     |
| Éric Diard                   |        | UMP        | Bouches-du-Rhône (12e)         |
| Michel Diefenbacher          |        | UMP        | Lot-et-Garonne (2e)            |
| Jean Dionis du Séjour        |        | NC         | Lot-et-Garonne (1re)           |
| Marc Dolez                   |        | GDR        | Nord (17e)                     |
| Jacques Domergue             |        | UMP        | Hérault (1re)                  |
| Jean-Pierre Door             |        | UMP        | Loiret (4e)                    |
| Dominique Dord               |        | UMP        | Savoie (1re)                   |
| René Dosière                 |        | SRC (app.) | Aisne (1re)                    |
| David Douillet               |        | UMP        | Yvelines (12e)                 |
| Julien Dray                  |        | SRC        | Essonne (10e)                  |
| Tony Dreyfus                 |        | SRC        | Paris (5e)                     |
| Marianne Dubois              |        | UMP        | Loiret (2e)                    |
| Jean-Pierre Dufau            |        | SRC        | Landes (2e)                    |
| William Dumas                |        | SRC        | Gard (5e)                      |
| Jean-Louis Dumont            |        | SRC        | Meuse (2e)                     |
| Laurence Dumont              |        | SRC        | Calvados (2e)                  |
| Cécile Dumoulin              |        | UMP        | Yvelines (8e)                  |
| Jean-Pierre Dupont           |        | UMP        | Corrèze (3e)                   |
| Nicolas Dupont-Aignan        |        | NI         | Essonne (8e)                   |
| Jean-Paul Dupré              |        | SRC        | Aude (3e)                      |
| Raymond Durand               |        | NC         | Rhône (11e)                    |
| Yves Durand                  |        | SRC        | Nord (11e)                     |
| Philippe Duron               |        | SRC        | Calvados (1re)                 |
| Olivier Dussopt              |        | SRC        | Ardèche (2e)                   |
| Christian Eckert             |        | SRC        | Meurthe-et-Moselle (3e)        |
| Henri Emmanuelli             |        | SRC        | Landes (3e)                    |
| Corinne Erhel                |        | SRC        | Côtes-d'Armor (5e)             |
| Christian Estrosi            |        | UMP        | Alpes-Maritimes (5e)           |
| Gilles d'Ettore              |        | UMP        | Hérault (7e)                   |
| Laurent Fabius               |        | SRC        | Seine-Maritime (4e)            |
| Albert Facon                 |        | SRC        | Pas-de-Calais (14e)            |
| Daniel Fasquelle             |        | UMP        | Pas-de-Calais (9e)             |
| Martine Faure                |        | SRC        | Gironde (9e)                   |
| Yannick Favennec             |        | UMP        | Mayenne (3e)                   |
| Hervé Féron                  |        | SRC        | Meurthe-et-Moselle (2e)        |
| Jean-Michel Ferrand          |        | UMP        | Vaucluse (3e)                  |
| Alain Ferry                  |        | UMP (app.) | Bas-Rhin (6e)                  |
| Daniel Fidelin               |        | UMP        | Seine-Maritime (9e)            |
| Aurélie Filippetti           |        | SRC        | Moselle (8e)                   |
| François Fillon              |        | UMP        | Sarthe (4e)                    |
| Geneviève Fioraso            |        | SRC        | Isère (1re)                    |
| André Flajolet               |        | UMP        | Pas-de-Calais (9e)             |
| Jean-Claude Flory            |        | UMP        | Ardèche (3e)                   |
| Philippe Folliot             |        | NC (app.)  | Tarn (3e)                      |
| Pierre Forgues               |        | SRC        | Hautes-Pyrénées (1re)          |
| Nicolas Forissier            |        | UMP        | Indre (2e)                     |
| Marie-Louise Fort            |        | UMP        | Yonne (3e)                     |
| Jean-Michel Fourgous         |        | UMP        | Yvelines (11e)                 |
| Valérie Fourneyron           |        | SRC        | Seine-Maritime (1re)           |
| Michel Françaix              |        | SRC        | Oise (3e)                      |
| Marc Francina                |        | UMP        | Haute-Savoie (5e)              |
| Jacqueline Fraysse           |        | GDR        | Hauts-de-Seine (4e)            |
| Yves Fromion                 |        | UMP        | Cher (1re)                     |
| Jean-Claude Fruteau          |        | SRC        | Réunion (5e)                   |
| Jean-Louis Gagnaire          |        | SRC        | Loire (2e)                     |
| Geneviève Gaillard           |        | SRC        | Deux-Sèvres (1er)              |
| Sauveur Gandolfi-Scheit      |        | UMP        | Haute-Corse (1re)              |
| Guillaume Garot              |        | SRC        | Mayenne (1re)                  |
| Jean-Paul Garraud            |        | UMP        | Gironde (10e)                  |
| Daniel Garrigue              |        | NI         | Dordogne (2e)                  |
| Claude Gatignol              |        | UMP        | Manche (4e)                    |
| Jean Gaubert                 |        | SRC        | Côtes-d'Armor (2e)             |
| Gérard Gaudron               |        | UMP        | Seine-Saint-Denis (10e)        |
| Jean-Jacques Gaultier        |        | UMP        | Vosges (4e)                    |
| Hervé Gaymard                |        | UMP        | Savoie (2e)                    |
| Guy Geoffroy                 |        | UMP        | Seine-et-Marne (9e)            |
| Bernard Gérard               |        | UMP        | Nord (département) (9e)        |
| André Gerin                  |        | GDR        | Rhône (14e)                    |
| Alain Gest                   |        | UMP        | Somme (6e)                     |
| Paul Giacobbi                |        | SRC (app.) | Haute-Corse (2e)               |
| Franck Gilard                |        | UMP        | Eure (5e)                      |
| Jean-Patrick Gille           |        | SRC        | Indre-et-Loire (1re)           |
| Georges Ginesta              |        | UMP        | Var (5e)                       |
| Jean-Pierre Giran            |        | UMP        | Var (3e)                       |
| Annick Girardin              |        | SRC (app.) | Saint-Pierre-et-Miquelon (1re) |
| Joël Giraud                  |        | SRC (app.) | Hautes-Alpes (2e)              |
| Louis Giscard d'Estaing      |        | UMP        | Puy-de-Dôme (3e)               |
| Jean Glavany                 |        | SRC        | Hautes-Pyrénées (3e)           |
| Claude Goasguen              |        | UMP        | Paris (14e)                    |
| Daniel Goldberg              |        | SRC        | Seine-Saint-Denis (3e)         |
| François-Michel Gonnot       |        | UMP        | Oise (6e)                      |
| Didier Gonzales              |        | UMP        | Val-de-Marne (3e)              |
| Jean-Pierre Gorges           |        | UMP        | Eure-et-Loir (1re)             |
| Pierre Gosnat                |        | GDR        | Val-de-Marne (10e)             |
| Philippe Gosselin            |        | UMP        | Manche (1re)                   |
| Pascale Got                  |        | SRC        | Gironde (5e)                   |
| Marc Goua                    |        | SRC        | Maine-et-Loire (2e)            |
| Philippe Goujon              |        | UMP        | Paris (12e)                    |
| François Goulard             |        | UMP        | Morbihan (1re)                 |
| Michel Grall                 |        | UMP        | Morbihan (2e)                  |
| Jean-Pierre Grand            |        | UMP        | Hérault (3e)                   |
| Claude Greff                 |        | UMP        | Indre-et-Loire (2e)            |
| Jean Grellier                |        | SRC        | Deux-Sèvres (4e)               |
| Jean Grenet                  |        | UMP        | Pyrénées-Atlantiques (5e)      |
| Anne Grommerch               |        | UMP        | Moselle (9e)                   |
| Jacques Grosperrin           |        | UMP        | Doubs (2e)                     |
| Arlette Grosskost            |        | UMP (app.) | Haut-Rhin (5e)                 |
| Serge Grouard                |        | UMP        | Loiret (2e)                    |
| Xavier Bertrand              |        | UMP        | Aisne (2e)                     |
| Louis Guédon                 |        | UMP        | Vendée (3e)                    |
| Françoise Guégot             |        | UMP        | Seine-Maritime (2e)            |
| Jean-Claude Guibal           |        | UMP        | Alpes-Maritimes (4e)           |
| Élisabeth Guigou             |        | SRC        | Seine-Saint-Denis (9e)         |
| Jean-Jacques Guillet         |        | UMP        | Hauts-de-Seine (8e)            |
| Christophe Guilloteau        |        | UMP        | Rhône (10e)                    |
| David Habib                  |        | SRC        | Pyrénées-Atlantiques (3e)      |
| Gérard Hamel                 |        | UMP        | Eure-et-Loir (2e)              |
| Michel Havard                |        | UMP        | Rhône (1re)                    |
| Michel Heinrich              |        | UMP        | Vosges (1re)                   |
| Laurent Hénart               |        | UMP        | Meurthe-et-Moselle (1re)       |
| Michel Herbillon             |        | UMP        | Val-de-Marne (8e)              |
| Antoine Herth                |        | UMP        | Bas-Rhin (5e)                  |
| Francis Hillmeyer            |        | NC         | Haut-Rhin (6e)                 |
| Danièle Hoffman-Rispal       |        | SRC        | Paris (6e)                     |
| Françoise Hostalier          |        | UMP        | Nord (15e)                     |
| Philippe Houillon            |        | UMP        | Val-d'Oise (1re)               |
| Guénhaël Huet                |        | UMP        | Manche (2e)                    |
| Michel Hunault               |        | NC         | Loire-Atlantique (6e)          |
| Sandrine Hurel               |        | SRC        | Seine-Maritime (11e)           |
| Christian Hutin              |        | SRC (app.) | Nord (12e)                     |
| Sébastien Huyghe             |        | UMP        | Nord (5e)                      |
| Monique Iborra               |        | SRC        | Haute-Garonne (6e)             |
| Jean-Louis Idiart            |        | SRC        | Haute-Garonne (8e)             |
| Françoise Imbert             |        | SRC        | Haute-Garonne (5e)             |
| Jacqueline Irles             |        | UMP        | Pyrénées-Orientales (4e)       |
| Michel Issindou              |        | SRC        | Isère (2e)                     |
| Christian Jacob              |        | UMP        | Seine-et-Marne (4e)            |
| Denis Jacquat                |        | UMP        | Moselle (2e)                   |
| Éric Jalton                  |        | SRC        | Guadeloupe (1re)               |
| Serge Janquin                |        | SRC        | Pas-de-Calais (10e)            |
| Olivier Jardé                |        | NC         | Somme (2e)                     |
| Yves Jégo                    |        | UMP        | Seine-et-Marne (3re)           |
| Henri Jibrayel               |        | SRC        | Bouches-du-Rhône (4e)          |
| Maryse Joissains-Masini      |        | UMP        | Bouches-du-Rhône (14e)         |
| Alain Joyandet               |        | UMP        | Haute-Saône (1re)              |
| Régis Juanico                |        | SRC        | Loire (1re)                    |
| Didier Julia                 |        | UMP        | Seine-et-Marne (2e)            |
| Armand Jung                  |        | SRC        | Bas-Rhin (1re)                 |
| Marietta Karamanli           |        | SRC        | Sarthe (2e)                    |
| Christian Kert               |        | UMP        | Bouches-du-Rhône (11e)         |
| Nathalie Kosciusko-Morizet   |        | UMP        | Essonne (4e)                   |
| Jacques Kossowski            |        | UMP        | Hauts-de-Seine (3e)            |
| Jean-Pierre Kucheida         |        | SRC        | Pas-de-Calais (12e)            |
| Patrick Labaune              |        | UMP        | Drôme (1re)                    |
| Fabienne Labrette-Ménager    |        | UMP        | Sarthe (1re)                   |
| Yvan Lachaud                 |        | NC         | Gard (1re)                     |
| Conchita Lacuey              |        | SRC        | Gironde (4e)                   |
| Marc Laffineur               |        | UMP        | Maine-et-Loire (7e)            |
| Jean-Christophe Lagarde      |        | NC         | Seine-Saint-Denis (5e)         |
| Jérôme Lambert               |        | SRC        | Charente (3e)                  |
| Jacques Lamblin              |        | UMP        | Meurthe-et-Moselle (4e)        |
| Jean-François Lamour         |        | UMP        | Paris (13e)                    |
| Marguerite Lamour            |        | UMP        | Finistère (3e)                 |
| François Lamy                |        | SRC        | Essonne (6e)                   |
| Jack Lang                    |        | SRC        | Pas-de-Calais (6e)             |
| Pierre Lang                  |        | UMP        | Moselle (6e)                   |
| Colette Langlade             |        | SRC        | Dordogne (3e)                  |
| Laure de La Raudière         |        | UMP        | Eure-et-Loir (3e)              |
| Pierre Lasbordes             |        | UMP        | Essonne (5e)                   |
| Jean Lassalle                |        | NI         | Pyrénées-Atlantiques (4e)      |
| Jean Launay                  |        | SRC        | Lot (2e)                       |
| Charles de La Verpillière    |        | UMP        | Ain (2e)                       |
| Thierry Lazaro               |        | UMP        | Nord (6e)                      |
| Jean-Yves Le Bouillonnec     |        | SRC        | Val-de-Marne (11e)             |
| Marylise Lebranchu           |        | SRC        | Finistère (4e)                 |
| Patrick Lebreton             |        | SRC        | La Réunion (4e)                |
| Gilbert Le Bris              |        | SRC        | Finistère (8e)                 |
| Jean-Paul Lecoq              |        | GDR        | Seine-Maritime (6e)            |
| Robert Lecou                 |        | UMP        | Hérault (4e)                   |
| Jean-Yves Le Déaut           |        | SRC        | Meurthe-et-Moselle (6e)        |
| Michel Lefait                |        | SRC        | Pas-de-Calais (8e)             |
| Jean-Marc Lefranc            |        | UMP        | Calvados (5e)                  |
| Pierre Lellouche             |        | UMP        | Paris (4e)                     |
| Marc Le Fur                  |        | UMP        | Côtes-d'Armor (3e)             |
| Jacques Le Guen              |        | UMP        | Finistère (5e)                 |
| Jean-Marie Le Guen           |        | SRC        | Paris (9e)                     |
| Michel Lejeune               |        | UMP        | Seine-Maritime (12e)           |
| Annick Le Loch               |        | SRC        | Finistère (7e)                 |
| Bruno Le Maire               |        | UMP        | Eure (1re)                     |
| Patrick Lemasle              |        | SRC        | Haute-Garonne (7e)             |
| Dominique Le Mèner           |        | UMP        | Sarthe (5e)                    |
| Catherine Lemorton           |        | SRC        | Haute-Garonne (1re)            |
| Jacques Le Nay               |        | UMP        | Morbihan (6e)                  |
| Jean-Louis Léonard           |        | UMP        | Charente-Maritime (2e)         |
| Jean Leonetti                |        | UMP        | Alpes-Maritimes (7e)           |
| Annick Lepetit               |        | SRC        | Paris (17e)                    |
| Pierre Lequiller             |        | UMP        | Yvelines (4e)                  |
| Bruno Le Roux                |        | SRC        | Seine-Saint-Denis (1re)        |
| Maurice Leroy                |        | NC         | Loir-et-Cher (3e)              |
| Bernard Lesterlin            |        | SRC        | Allier (2e)                    |
| Serge Letchimy               |        | SRC (app.) | Martinique (3e)                |
| Claude Leteurtre             |        | NC         | Calvados (3e)                  |
| Céleste Lett                 |        | UMP        | Moselle (5e)                   |
| Geneviève Levy               |        | UMP        | Var (1re)                      |
| Michel Liebgott              |        | SRC        | Moselle (10e)                  |
| Martine Lignières-Cassou     |        | SRC        | Pyrénées-Atlantiques (1re)     |
| Albert Likuvalu              |        | SRC (app.) | Wallis-et-Futuna (1re)         |
| François Loncle              |        | SRC        | Eure (4e)                      |
| Gérard Lorgeoux              |        | UMP        | Morbihan (3e)                  |
| Gabrielle Louis-Carabin      |        | UMP        | Guadeloupe (2e)                |
| Lionnel Luca                 |        | UMP        | Alpes-Maritimes (6e)           |
| Victorin Lurel               |        | SRC        | Guadeloupe (4e)                |
| Daniel Mach                  |        | UMP        | Pyrénées-Orientales (1re)      |
| Richard Mallié               |        | UMP        | Bouches-du-Rhône (10e)         |
| Jean Mallot                  |        | SRC        | Allier (3e)                    |
| Noël Mamère                  |        | NI         | Gironde (3e)                   |
| Jean-François Mancel         |        | UMP        | Oise (2e)                      |
| Louis-Joseph Manscour        |        | SRC        | Martinique (1re)               |
| Jacqueline Maquet            |        | SRC        | Pas-de-Calais (3e)             |
| Alain Marc                   |        | UMP        | Aveyron (3e)                   |
| Jeanny Marc                  |        | SRC (app.) | Guadeloupe (3e)                |
| Marie-Lou Marcel             |        | SRC        | Aveyron (2e)                   |
| Marie-Claude Marchand        |        | SRC        | Nord (19e)                     |
| Thierry Mariani              |        | UMP        | Vaucluse (4e)                  |
| Alfred Marie-Jeanne          |        | GDR        | Martinique (4e)                |
| Christine Marin              |        | UMP        | Nord (23e)                     |
| Hervé Mariton                |        | UMP        | Drôme (3e)                     |
| Muriel Marland-Militello     |        | UMP        | Alpes-Maritimes (2e)           |
| Alain Marleix                |        | UMP        | Cantal (2e)                    |
| Franck Marlin                |        | UMP (app.) | Essonne (2e)                   |
| Jean-René Marsac             |        | SRC        | Ille-et-Vilaine (4e)           |
| Philippe Martin              |        | SRC        | Gers (1re)                     |
| Philippe Martin              |        | UMP        | Marne (6e)                     |
| Martine Martinel             |        | SRC        | Haute-Garonne (4e)             |
| Henriette Martinez           |        | UMP        | Hautes-Alpes (1re)             |
| Patrice Martin-Lalande       |        | UMP        | Loir-et-Cher (2e)              |
| Alain Marty                  |        | UMP        | Moselle (4e)                   |
| Frédérique Massat            |        | SRC        | Ariège (1re)                   |
| Jean-Claude Mathis           |        | UMP        | Aube (2e)                      |
| Gilbert Mathon               |        | SRC        | Somme (4e)                     |
| Didier Mathus                |        | SRC        | Saône-et-Loire (4e)            |
| Jean-Philippe Maurer         |        | UMP        | Bas-Rhin (2e)                  |
| Sandrine Mazetier            |        | SRC        | Paris (8e)                     |
| Pierre Méhaignerie           |        | UMP        | Ille-et-Vilaine (5e)           |
| Christian Ménard             |        | UMP        | Finistère (6e)                 |
| Michel Ménard                |        | SRC        | Loire-Atlantique (5e)          |
| Damien Meslot                |        | UMP        | Territoire de Belfort (1re)    |
| Kléber Mesquida              |        | SRC        | Hérault (5e)                   |
| Philippe Meunier             |        | UMP        | Rhône (13e)                    |
| Jean Michel                  |        | SRC        | Puy-de-Dôme (6e)               |
| Jean-Claude Mignon           |        | UMP        | Seine-et-Marne (1re)           |
| Marie-Anne Montchamp         |        | UMP        | Val-de-Marne (7e)              |
| Arnaud Montebourg            |        | SRC        | Saône-et-Loire (6e)            |
| Pierre Morange               |        | UMP        | Yvelines (6e)                  |
| Nadine Morano                |        | UMP        | Meurthe-et-Moselle (5e)        |
| Pierre Morel-A-L'Huissier    |        | UMP        | Lozère (2e)\|                  |
| Hervé Morin                  |        | NC         | Eure (3e)                      |
| Jean-Marie Morisset          |        | UMP        | Deux-Sèvres (3e)               |
| Pierre Moscovici             |        | SRC        | Doubs (4e)                     |
| Georges Mothron              |        | UMP        | Val-d'Oise (5e)                |
| Étienne Mourrut              |        | UMP        | Gard (2e)                      |
| Alain Moyne-Bressand         |        | UMP        | Isère (6e)                     |
| Pierre-Alain Muet            |        | SRC        | Rhône (2e)                     |
| Renaud Muselier              |        | UMP        | Bouches-du-Rhône (5e)          |
| Roland Muzeau                |        | GDR        | Hauts-de-Seine (1re)           |
| Jacques Myard                |        | UMP        | Yvelines (5e)                  |
| Philippe Nauche              |        | SRC        | Corrèze (2e)                   |
| Henri Nayrou                 |        | SRC        | Ariège (5e)                    |
| Jean-Marc Nesme              |        | UMP        | Saône-et-Loire (2e)            |
| Jean-Pierre Nicolas          |        | UMP        | Eure (2e)                      |
| Yves Nicolin                 |        | UMP        | Loire (5e)                     |
| Hervé Novelli                |        | UMP        | Indre-et-Loire (4e)            |
| Marie-Renée Oget             |        | SRC        | Côtes-d'Armor (4e)             |
| Dominique Orliac             |        | SRC (app.) | Lot (1re)                      |
| Michel Pajon                 |        | SRC        | Seine-Saint-Denis (13e)        |
| Françoise de Panafieu        |        | UMP        | Paris (16e)                    |
| Bertrand Pancher             |        | UMP        | Meuse (1re)                    |
| Yanick Paternotte            |        | UMP        | Val-d'Oise (9e)                |
| George Pau-Langevin          |        | SRC        | Paris (21e)                    |
| Christian Paul               |        | SRC        | Nièvre (3e)                    |
| Daniel Paul                  |        | GDR        | Seine-Maritime (8e)            |
| Béatrice Pavy                |        | UMP        | Sarthe (3e)                    |
| Valérie Pécresse             |        | UMP        | Yvelines (2e)                  |
| Germinal Peiro               |        | SRC        | Dordogne (4e)                  |
| Jacques Pélissard            |        | UMP        | Jura (1re)                     |
| Jean-Luc Pérat               |        | SRC        | Nord (24e)                     |
| Dominique Perben             |        | UMP        | Rhône (4e)                     |
| Jean-Claude Perez            |        | SRC        | Aude (1re)                     |
| Marie-Françoise Pérol-Dumont |        | SRC        | Haute-Vienne (3e)              |
| Nicolas Perruchot            |        | NC         | Loir-et-Cher (1re)             |
| Bernard Perrut               |        | UMP        | Rhône (9e)                     |
| Édouard Philippe             |        | UMP        | Seine-Maritime (7e)            |
| Sylvia Pinel                 |        | SRC (app.) | Tarn-et-Garonne (2e)           |
| Étienne Pinte                |        | UMP        | Yvelines (1re)                 |
| Martine Pinville             |        | SRC (app.) | Charente (4e)                  |
| Michel Piron                 |        | UMP        | Maine-et-Loire (4e)            |
| Henri Plagnol                |        | UMP        | Val-de-Marne (1re)             |
| Philippe Plisson             |        | SRC        | Gironde (11e)                  |
| Serge Poignant               |        | UMP        | Loire-Atlantique (10e)         |
| Bérengère Poletti            |        | UMP        | Ardennes (1re)                 |
| Axel Poniatowski             |        | UMP        | Val-d'Oise (2e)                |
| Josette Pons                 |        | UMP        | Var (6e)                       |
| Anny Poursinoff              |        | NI         | Yvelines (10e)                 |
| Jean-Luc Préel               |        | NC         | Vendée (1re)                   |
| Christophe Priou             |        | UMP        | Loire-Atlantique (7e)          |
| Jean Proriol                 |        | UMP        | Haute-Loire (2e)               |
| François Pupponi             |        | SRC        | Val-d'Oise (8e)                |
| Didier Quentin               |        | UMP        | Charente-Maritime (5e)         |
| Catherine Quéré              |        | SRC        | Charente-Maritime (3e)         |
| Jean-Jack Queyranne          |        | SRC        | Rhône (7e)                     |
| Dominique Raimbourg          |        | SRC        | Loire-Atlantique (4e)          |
| Michel Raison                |        | UMP        | Haute-Saône (3e)               |
| Éric Raoult                  |        | UMP        | Seine-Saint-Denis (12e)        |
| Frédéric Reiss               |        | UMP        | Bas-Rhin (8e)                  |
| Jean-Luc Reitzer             |        | UMP        | Haut-Rhin (3e)                 |
| Jacques Remiller             |        | UMP        | Isère (8e)                     |
| Simon Renucci                |        | SRC (app.) | Corse-du-Sud (1re)             |
| Marie-Line Reynaud           |        | SRC        | Charente (2e)                  |
| Bernard Reynès               |        | UMP        | Bouches-du-Rhône (15e)         |
| Franck Reynier               |        | UMP        | Drôme (2e)                     |
| Arnaud Richard               |        | UMP        | Yvelines (7e)                  |
| Franck Riester               |        | UMP        | Seine-et-Marne (5e)            |
| Arnaud Robinet               |        | UMP        | Marne (1re)                    |
| Chantal Robin-Rodrigo        |        | SRC (app.) | Hautes-Pyrénées (2e)           |
| Camille de Rocca Serra       |        | UMP        | Corse-du-Sud (2e)              |
| François Rochebloine         |        | NC         | Loire (3e)                     |
| Alain Rodet                  |        | SRC        | Haute-Vienne (4e)              |
| Marcel Rogemont              |        | SRC        | Ille-et-Vilaine (3e)           |
| Marie-Josée Roig             |        | UMP        | Vaucluse (1re)                 |
| Jean-Marie Rolland           |        | UMP        | Yonne (2e)                     |
| Bernard Roman                |        | SRC        | Nord (1er)                     |
| Valérie Rosso-Debord         |        | UMP        | Meurthe-et-Moselle (3e)        |
| Jean-Marc Roubaud            |        | UMP        | Gard (3e)                      |
| Gwendal Rouillard            |        | SRC        | Morbihan (5e)                  |
| René Rouquet                 |        | SRC        | Val-de-Marne (9e)              |
| Alain Rousset                |        | SRC        | Gironde (7e)                   |
| Max Roustan                  |        | UMP        | Gard (4e)                      |
| François de Rugy             |        | NI         | Loire-Atlantique (1re)         |
| Martial Saddier              |        | UMP        | Haute-Savoie (3e)              |
| Michel Sainte-Marie          |        | SRC        | Gironde (6e)                   |
| Francis Saint-Léger          |        | UMP        | Lozère (1re)                   |
| Paul Salen                   |        | UMP        | Loire (7e)                     |
| Rudy Salles                  |        | NC         | Alpes-Maritimes (3e)           |
| Bruno Sandras                |        | UMP        | Polynésie française (2e)       |
| Jean-Claude Sandrier         |        | GDR        | Cher (2e)                      |
| André Santini                |        | UMP        | Hauts-de-Seine (10e)           |
| Michel Sapin                 |        | SRC        | Indre (1re)                    |
| Odile Saugues                |        | SRC        | Puy-de-Dôme (1re)              |
| François Scellier            |        | UMP        | Val-d'Oise (6e)                |
| André Schneider              |        | UMP        | Bas-Rhin (3e)                  |
| Jean-Pierre Schosteck        |        | UMP        | Hauts-de-Seine (12e)           |
| Jean-Marie Sermier           |        | UMP        | Jura (3e)                      |
| Fernand Siré                 |        | UMP        | Pyrénées-Orientales (2e)       |
| Christophe Sirugue           |        | SRC        | Saône-et-Loire (5e)            |
| Jean-Pierre Soisson          |        | UMP        | Yonne (1re)                    |
| Michel Sordi                 |        | UMP        | Haut-Rhin (7e)                 |
| Dominique Souchet            |        | NI         | Vendée (5e)                    |
| Daniel Spagnou               |        | UMP        | Alpes-de-Haute-Provence (2e)   |
| Éric Straumann               |        | UMP        | Haut-Rhin (1re)                |
| Alain Suguenot               |        | UMP        | Côte-d'Or (5e)                 |
| Michèle Tabarot              |        | UMP        | Alpes-Maritimes (9e)           |
| Lionel Tardy                 |        | UMP        | Haute-Savoie (2e)              |
| Christiane Taubira           |        | SRC (app.) | Guyane (1re)                   |
| Jean-Charles Taugourdeau     |        | UMP        | Maine-et-Loire (3e)            |
| Guy Teissier                 |        | UMP        | Bouches-du-Rhône (6e)          |
| Pascal Terrasse              |        | SRC        | Ardèche (1re)                  |
| Michel Terrot                |        | UMP        | Rhône (12e)                    |
| Jean-Claude Thomas           |        | UMP        | Marne (3e)                     |
| Marie-Hélène Thoraval        |        | UMP        | Drôme (4e)                     |
| Dominique Tian               |        | UMP        | Bouches-du-Rhône (2e)          |
| Jean Tiberi                  |        | UMP        | Paris (2e)                     |
| Jean-Louis Touraine          |        | SRC        | Rhône (3e)                     |
| Marisol Touraine             |        | SRC        | Indre-et-Loire (3e)            |
| Philippe Tourtelier          |        | SRC        | Ille-et-Vilaine (2e)           |
| Alfred Trassy-Paillogues     |        | UMP        | Seine-Maritime (10e)           |
| Georges Tron                 |        | UMP        | Essonne (9e)                   |
| Jean Ueberschlag             |        | UMP        | Haut-Rhin (4e)                 |
| Jean-Jacques Urvoas          |        | SRC        | Finistère (1re)                |
| Daniel Vaillant              |        | SRC        | Paris (19e)                    |
| Jacques Valax                |        | SRC        | Tarn (1re)                     |
| Manuel Valls                 |        | SRC        | Essonne (1re)                  |
| Christian Vanneste           |        | UMP        | Nord (10e)                     |
| François Vannson             |        | UMP        | Vosges (3e)                    |
| Isabelle Vasseur             |        | UMP        | Aisne (5e)                     |
| Catherine Vautrin            |        | UMP        | Marne (2e)                     |
| Michel Vauzelle              |        | SRC        | Bouches-du-Rhône (16e)         |
| Michel Vaxès                 |        | GDR        | Bouches-du-Rhône (13e)         |
| Francis Vercamer             |        | NC         | Nord (7e)                      |
| Patrice Verchère             |        | UMP        | Rhône (8e)                     |
| Michel Vergnier              |        | SRC        | Creuse (1re)                   |
| André Vézinhet               |        | SRC        | Hérault (2e)                   |
| Jean-Sébastien Vialatte      |        | UMP        | Var (7e)                       |
| René-Paul Victoria           |        | UMP        | Réunion (1re)                  |
| Alain Vidalies               |        | SRC        | Landes (1re)                   |
| Philippe Vigier              |        | NC         | Eure-et-Loir (4e)              |
| François-Xavier Villain      |        | NI         | Nord (18e)                     |
| Jean-Michel Villaumé         |        | SRC        | Haute-Saône (2e)               |
| Jean-Claude Viollet          |        | SRC        | Charente (1re)                 |
| Philippe Vitel               |        | UMP        | Var (2e)                       |
| Gérard Voisin                |        | UMP        | Saône-et-Loire (1re)           |
| Michel Voisin                |        | UMP        | Ain (4e)                       |
| Philippe Vuilque             |        | SRC        | Ardennes (2e)                  |
| Jean-Luc Warsmann            |        | UMP        | Ardennes (3e)                  |
| Laurent Wauquiez             |        | UMP (app.) | Haute-Loire (1er)              |
| Éric Woerth                  |        | UMP        | Oise (4e)                      |
| André Wojciechowski          |        | UMP        | Moselle (7e)                   |
| Gaël Yanno                   |        | UMP        | Nouvelle-Calédonie (1re)       |
| Marie-Jo Zimmermann          |        | UMP        | Moselle (3e)                   |
| Michel Zumkeller             |        | UMP        | Territoire de Belfort (2e)     |

## Élections partielles
| Député titulaire du mandat avant l'élection partielle | Date de fin de l'ancien mandat | Date de début du nouveau mandat | Député(e) élu(e), à l'issue de l'élection partielle | Circonscription      |
| ----------------------------------------------------- | ------------------------------ | ------------------------------- | --------------------------------------------------- | -------------------- |
| Jean-Frédéric Poisson                                 | 21/05/2010                     | 12/07/2010                      | Anny Poursinoff                                     | Yvelines (10e)       |
| Jacques Masdeu-Arus                                   | 06/08/2009                     | 18/10/2009                      | David Douillet                                      | Yvelines (12e)       |
| Christine Boutin                                      | 24/07/2009                     | 27/09/2009                      | Jean-Frédéric Poisson                               | Yvelines (10e)       |
| Renaud Dutreil                                        | 16/09/2008                     | 15/12/2008                      | Arnaud Robinet                                      | Marne (1re)          |
| Marie-Hélène Des Esgaulx                              | 01/10/2008                     | 01/12/2008                      | François Deluga                                     | Gironde (8e)         |
| Françoise Vallet                                      | 26/06/2008                     | 15/09/2008                      | Jean-Pierre Gorges                                  | Eure-et-Loir (1re)   |
| Georges Fenech                                        | 27/03/2008                     | 02/06/2008                      | Raymond Durand                                      | Rhône (11e)          |
| Charles Ange Ginésy                                   | 01/04/2008                     | 26/05/2008                      | Christian Estrosi                                   | Alpes-Maritimes (5e) |
| Joël Sarlot                                           | 07/02/2008                     | 13/04/2008                      | Dominique Souchet                                   | Vendée (5e)          |
| Jean-Pierre Gorges                                    | 29/11/2007                     | 04/02/2008                      | Françoise Vallet                                    | Eure-et-Loir (1re)   |
| Philippe Pemezec                                      | 29/11/2007                     | 04/02/2008                      | Jean-Pierre Schosteck                               | Hauts-de-Seine (12e) |
| Dominique Strauss-Kahn                                | 19/10/2007                     | 16/12/2007                      | François Pupponi                                    | Val-d'Oise (8e)      |

## Fin de législature

### Députés élus sénateurs
Les sièges des députés suivants, élus sénateurs lors des élections du 25 septembre 2011, restent vacants à compter du 30 septembre 2011, jusqu'aux élections législatives de 2012 :
| Nom                  | Groupe | Groupe     | Circonscription          |
| -------------------- | ------ | ---------- | ------------------------ |
| François Calvet      |        | UMP        | Pyrénées-Orientales (3e) |
| Michel Delebarre     |        | SRC        | Nord (13e)               |
| Odette Duriez        |        | SRC        | Pas-de-Calais (11e)      |
| Jacqueline Farreyrol |        | UMP (app.) | Réunion (3e)             |
| Pierre Frogier       |        | UMP        | Nouvelle-Calédonie (2e)  |
| Gaëtan Gorce         |        | SRC        | Nièvre (2e)              |
| François Grosdidier  |        | UMP        | Moselle (1re)            |
| Catherine Génisson   |        | SRC        | Pas-de-Calais (2e)       |
| Jean-Claude Lenoir   |        | UMP        | Orne (2e)                |
| Jean-Claude Leroy    |        | SRC        | Pas-de-Calais (3e)       |
| Alain Néri           |        | SRC        | Puy-de-Dôme (2e)         |
| Sophie Primas        |        | UMP        | Yvelines (9e)            |
| André Vallini        |        | SRC        | Isère (9e)               |

### Sièges vacants en fin de législature
Dans l'année qui précède la fin de la législature, il ne peut être procédé à des élections partielles. Le siège d'un député démissionnaire ne pouvant pas être attribué à son suppléant, il reste donc vacant. C'est le cas des députés élus au Sénat le 25 septembre 2011, mais aussi des députés suivants :
| Nom               | Groupe | Groupe | Circonscription       | Fin de mandat |
| ----------------- | ------ | ------ | --------------------- | --- |
| Maxime Gremetz    |        | GDR    | Somme (1er)           | Exclu du groupe Gauche démocrate et républicaine, il siège chez les non-inscrits du 12 avril au 16 mai 2011 avant de démissionner de son mandat de député le 17 mai 2011 |
| François Sauvadet |        | NC     | Côte-d'Or (4e)        | Nomination au gouvernement le 29 juin 2011, son suppléant Christian Myon étant décédé en octobre 2007                                                                    |
| François Loos     |        | UMP    | Bas-Rhin (9e)         | Nommé à l'Ademe le 28 novembre 2011 |
| Yves Cochet       |        | GDR    | Paris (11e)           | Élu député européen le 6 décembre 2011 |
| Jean Roatta       |        | UMP    | Bouches-du-Rhône (3e) | Élu député européen le 6 décembre 2011 |
| François Hollande |        | SRC    | Corrèze (1re)         | Élu président de la République française (fin de mandat de député le 14 mai 2012)                                                                                        |

### Ministres du gouvernement
La réforme constitutionnelle de 2008 qui a permis aux ministres élus députés et quittant le gouvernement de retrouver leur siège, sans passer par une élection partielle, à l'issue d'un délai d'un mois, trouve une application paradoxale. En effet, le calendrier de la fin de la XIIIe législature étant fixé au 19 juin 2012 et le gouvernement de François Fillon ayant remis sa démission le 10 mai 2012, en application le 15 mai 2012, les ministres retrouvent naturellement leur siège du 16 juin 2012 au 19 juin 2012. Le fait que la cession parlementaire se soit achevée le 6 mars 2012 et que le second tour des élections législatives se soit précisément déroulé le 17 juin 2012 n'a aucune incidence sur la mise en œuvre de la loi. En effet, en cas d'obligation de convoquer une session extraordinaire (si par exemple l'article 35 ou l'article 36 devait être appliqué), la composition de la Chambre doit être strictement connue. Cependant, cette reprise de l'exercice du mandat parlementaire ne s'applique pas aux anciens membres du gouvernement ayant fait part au président de l'Assemblée nationale de leur décision de se démettre de leur mandat ; il s'agit de Roselyne Bachelot-Narquin, Luc Chatel, David Douillet, Marie-Anne Montchamp, Nadine Morano et Laurent Wauquiez, dont les sièges restent vacants pour la durée de la législature.
De la même façon et pour les mêmes motifs de composition de la Chambre, le mandat de député des ministres du gouvernement de Jean-Marc Ayrault qui ont été nommés le 15 mai 2012 s'est achevé le 16 juin 2012 et leurs suppléants ont pris leurs fonctions entre le 17 juin 2012 et le 19 juin 2012. Par exception, le siège de Laurent Fabius est resté vacant, celui-ci ayant démissionné le 4 juin 2012, de même que celui de Michel Sapin dont le suppléant, Jean-Yves Gateaud, est mort le 19 novembre 2009. Enfin, la nomination de Jean-Marc Ayrault ayant été prononcée le 15 mai, son siège se libère le 15 juin 2012 et son suppléant, Jean-Pierre Fougerat entre en fonction le 16 juin 2012.
| Nom                 | Groupe | Groupe   | Circonscription       | Suppléant            |
| ------------------- | ------ | -------- | --------------------- | -------------------- |
| Jean-Marc Ayrault   |        | SRC      | Loire-Atlantique (3e) | Jean-Pierre Fougerat |
| Christiane Taubira  |        | app. SRC | Guyane (1re)          | Audrey Marie         |
| Pierre Moscovici    |        | SRC      | Doubs (4e)            | Martial Bourquin     |
| Marisol Touraine    |        | SRC      | Indre-et-Loire (3e)   | Jean-Marie Beffara   |
| Manuel Valls        |        | SRC      | Essonne (1re)         | Carlos Da Silva      |
| Arnaud Montebourg   |        | SRC      | Saône-et-Loire (6e)   | Rémi Chaintron       |
| Michel Sapin        |        | SRC      | Indre (1re)           | —                    |
| Aurélie Filippetti  |        | SRC      | Moselle (8e)          | Joëlle Borowski      |
| Geneviève Fioraso   |        | SRC      | Isère (1re)           | Patrice François     |
| Marylise Lebranchu  |        | SRC      | Finistère (4e)        | Yvon Abiven          |
| Victorin Lurel      |        | SRC      | Guadeloupe (4e)       | Louis Mussington     |
| Valérie Fourneyron  |        | SRC      | Seine-Maritime (1re)  | Yvon Robert          |
| Jérôme Cahuzac      |        | SRC      | Lot-et-Garonne (3e)   | Jean-Claude Gouget   |
| George Pau-Langevin |        | SRC      | Paris (21e)           | Jean-Yves Autexier   |
| Alain Vidalies      |        | SRC      | Landes (1re)          | Florence Delaunay    |
| Delphine Batho      |        | SRC      | Deux-Sèvres (2e)      | Jean-Luc Drapeau     |
| François Lamy       |        | SRC      | Essonne (6e)          | Jérôme Guedj         |
| Bernard Cazeneuve   |        | SRC      | Manche (5e)           | André Rouxel         |
| Michèle Delaunay    |        | SRC      | Gironde (2e)          | Emmanuelle Ajon      |
| Sylvia Pinel        |        | app. SRC | Tarn-et-Garonne (2e)  | Jacques Moignard     |
| Frédéric Cuvillier  |        | SRC      | Pas-de-Calais (5e)    | Thérèse Guilbert     |